# 1333
Portal Geschichte | Portal Biografien | Aktuelle Ereignisse | Jahreskalender | Tagesartikel

◄ |
13. Jahrhundert |
14. Jahrhundert
| 15. Jahrhundert | ►

◄ |
1300er |
1310er |
1320er |
1330er
| 1340er | 1350er | 1360er | ►

◄◄ |
◄ |
1329 |
1330 |
1331 |
1332 |
1333
| 1334 | 1335 | 1336 | 1337 | ► | ►►
Staatsoberhäupter  · Nekrolog
| Januar | Januar | Januar | Januar | Januar | Januar | Januar | Januar |
| Kw     | Mo     | Di     | Mi     | Do     | Fr     | Sa     | So     |
| ------ | ------ | ------ | ------ | ------ | ------ | ------ | ------ |
| 53     |        |        |        |        | 1      | 2      | 3      |
| 1      | 4      | 5      | 6      | 7      | 8      | 9      | 10     |
| 2      | 11     | 12     | 13     | 14     | 15     | 16     | 17     |
| 3      | 18     | 19     | 20     | 21     | 22     | 23     | 24     |
| 4      | 25     | 26     | 27     | 28     | 29     | 30     | 31     |

| Februar | Februar | Februar | Februar | Februar | Februar | Februar | Februar |
| Kw      | Mo      | Di      | Mi      | Do      | Fr      | Sa      | So      |
| ------- | ------- | ------- | ------- | ------- | ------- | ------- | ------- |
| 5       | 1       | 2       | 3       | 4       | 5       | 6       | 7       |
| 6       | 8       | 9       | 10      | 11      | 12      | 13      | 14      |
| 7       | 15      | 16      | 17      | 18      | 19      | 20      | 21      |
| 8       | 22      | 23      | 24      | 25      | 26      | 27      | 28      |

| März | März | März | März | März | März | März | März |
| Kw   | Mo   | Di   | Mi   | Do   | Fr   | Sa   | So   |
| ---- | ---- | ---- | ---- | ---- | ---- | ---- | ---- |
| 9    | 1    | 2    | 3    | 4    | 5    | 6    | 7    |
| 10   | 8    | 9    | 10   | 11   | 12   | 13   | 14   |
| 11   | 15   | 16   | 17   | 18   | 19   | 20   | 21   |
| 12   | 22   | 23   | 24   | 25   | 26   | 27   | 28   |
| 13   | 29   | 30   | 31   |      |      |      |      |

| April | April | April | April | April | April | April | April |
| Kw    | Mo    | Di    | Mi    | Do    | Fr    | Sa    | So    |
| ----- | ----- | ----- | ----- | ----- | ----- | ----- | ----- |
| 13    |       |       |       | 1     | 2     | 3     | 4     |
| 14    | 5     | 6     | 7     | 8     | 9     | 10    | 11    |
| 15    | 12    | 13    | 14    | 15    | 16    | 17    | 18    |
| 16    | 19    | 20    | 21    | 22    | 23    | 24    | 25    |
| 17    | 26    | 27    | 28    | 29    | 30    |       |       |

| Mai | Mai | Mai | Mai | Mai | Mai | Mai | Mai |
| Kw  | Mo  | Di  | Mi  | Do  | Fr  | Sa  | So  |
| --- | --- | --- | --- | --- | --- | --- | --- |
| 17  |     |     |     |     |     | 1   | 2   |
| 18  | 3   | 4   | 5   | 6   | 7   | 8   | 9   |
| 19  | 10  | 11  | 12  | 13  | 14  | 15  | 16  |
| 20  | 17  | 18  | 19  | 20  | 21  | 22  | 23  |
| 21  | 24  | 25  | 26  | 27  | 28  | 29  | 30  |
| 22  | 31  |     |     |     |     |     |     |

| Juni | Juni | Juni | Juni | Juni | Juni | Juni | Juni |
| Kw   | Mo   | Di   | Mi   | Do   | Fr   | Sa   | So   |
| ---- | ---- | ---- | ---- | ---- | ---- | ---- | ---- |
| 22   |      | 1    | 2    | 3    | 4    | 5    | 6    |
| 23   | 7    | 8    | 9    | 10   | 11   | 12   | 13   |
| 24   | 14   | 15   | 16   | 17   | 18   | 19   | 20   |
| 25   | 21   | 22   | 23   | 24   | 25   | 26   | 27   |
| 26   | 28   | 29   | 30   |      |      |      |      |

| Juli | Juli | Juli | Juli | Juli | Juli | Juli | Juli |
| Kw   | Mo   | Di   | Mi   | Do   | Fr   | Sa   | So   |
| ---- | ---- | ---- | ---- | ---- | ---- | ---- | ---- |
| 26   |      |      |      | 1    | 2    | 3    | 4    |
| 27   | 5    | 6    | 7    | 8    | 9    | 10   | 11   |
| 28   | 12   | 13   | 14   | 15   | 16   | 17   | 18   |
| 29   | 19   | 20   | 21   | 22   | 23   | 24   | 25   |
| 30   | 26   | 27   | 28   | 29   | 30   | 31   |      |

| August | August | August | August | August | August | August | August |
| Kw     | Mo     | Di     | Mi     | Do     | Fr     | Sa     | So     |
| ------ | ------ | ------ | ------ | ------ | ------ | ------ | ------ |
| 30     |        |        |        |        |        |        | 1      |
| 31     | 2      | 3      | 4      | 5      | 6      | 7      | 8      |
| 32     | 9      | 10     | 11     | 12     | 13     | 14     | 15     |
| 33     | 16     | 17     | 18     | 19     | 20     | 21     | 22     |
| 34     | 23     | 24     | 25     | 26     | 27     | 28     | 29     |
| 35     | 30     | 31     |        |        |        |        |        |

| September | September | September | September | September | September | September | September |
| Kw        | Mo        | Di        | Mi        | Do        | Fr        | Sa        | So        |
| --------- | --------- | --------- | --------- | --------- | --------- | --------- | --------- |
| 35        |           |           | 1         | 2         | 3         | 4         | 5         |
| 36        | 6         | 7         | 8         | 9         | 10        | 11        | 12        |
| 37        | 13        | 14        | 15        | 16        | 17        | 18        | 19        |
| 38        | 20        | 21        | 22        | 23        | 24        | 25        | 26        |
| 39        | 27        | 28        | 29        | 30        |           |           |           |

| Oktober | Oktober | Oktober | Oktober | Oktober | Oktober | Oktober | Oktober |
| Kw      | Mo      | Di      | Mi      | Do      | Fr      | Sa      | So      |
| ------- | ------- | ------- | ------- | ------- | ------- | ------- | ------- |
| 39      |         |         |         |         | 1       | 2       | 3       |
| 40      | 4       | 5       | 6       | 7       | 8       | 9       | 10      |
| 41      | 11      | 12      | 13      | 14      | 15      | 16      | 17      |
| 42      | 18      | 19      | 20      | 21      | 22      | 23      | 24      |
| 43      | 25      | 26      | 27      | 28      | 29      | 30      | 31      |

| November | November | November | November | November | November | November | November |
| Kw       | Mo       | Di       | Mi       | Do       | Fr       | Sa       | So       |
| -------- | -------- | -------- | -------- | -------- | -------- | -------- | -------- |
| 44       | 1        | 2        | 3        | 4        | 5        | 6        | 7        |
| 45       | 8        | 9        | 10       | 11       | 12       | 13       | 14       |
| 46       | 15       | 16       | 17       | 18       | 19       | 20       | 21       |
| 47       | 22       | 23       | 24       | 25       | 26       | 27       | 28       |
| 48       | 29       | 30       |          |          |          |          |          |

| Dezember | Dezember | Dezember | Dezember | Dezember | Dezember | Dezember | Dezember |
| Kw       | Mo       | Di       | Mi       | Do       | Fr       | Sa       | So       |
| -------- | -------- | -------- | -------- | -------- | -------- | -------- | -------- |
| 48       |          |          | 1        | 2        | 3        | 4        | 5        |
| 49       | 6        | 7        | 8        | 9        | 10       | 11       | 12       |
| 50       | 13       | 14       | 15       | 16       | 17       | 18       | 19       |
| 51       | 20       | 21       | 22       | 23       | 24       | 25       | 26       |
| 52       | 27       | 28       | 29       | 30       | 31       |          |          |

| Januar | Januar | Januar | Januar | Januar | Januar | Januar | Januar |
| Kw     | Mo     | Di     | Mi     | Do     | Fr     | Sa     | So     |
| ------ | ------ | ------ | ------ | ------ | ------ | ------ | ------ |
| 53     |        |        |        |        | 1      | 2      | 3      |
| 1      | 4      | 5      | 6      | 7      | 8      | 9      | 10     |
| 2      | 11     | 12     | 13     | 14     | 15     | 16     | 17     |
| 3      | 18     | 19     | 20     | 21     | 22     | 23     | 24     |
| 4      | 25     | 26     | 27     | 28     | 29     | 30     | 31     |

| Februar | Februar | Februar | Februar | Februar | Februar | Februar | Februar |
| Kw      | Mo      | Di      | Mi      | Do      | Fr      | Sa      | So      |
| ------- | ------- | ------- | ------- | ------- | ------- | ------- | ------- |
| 5       | 1       | 2       | 3       | 4       | 5       | 6       | 7       |
| 6       | 8       | 9       | 10      | 11      | 12      | 13      | 14      |
| 7       | 15      | 16      | 17      | 18      | 19      | 20      | 21      |
| 8       | 22      | 23      | 24      | 25      | 26      | 27      | 28      |

| März | März | März | März | März | März | März | März |
| Kw   | Mo   | Di   | Mi   | Do   | Fr   | Sa   | So   |
| ---- | ---- | ---- | ---- | ---- | ---- | ---- | ---- |
| 9    | 1    | 2    | 3    | 4    | 5    | 6    | 7    |
| 10   | 8    | 9    | 10   | 11   | 12   | 13   | 14   |
| 11   | 15   | 16   | 17   | 18   | 19   | 20   | 21   |
| 12   | 22   | 23   | 24   | 25   | 26   | 27   | 28   |
| 13   | 29   | 30   | 31   |      |      |      |      |

| April | April | April | April | April | April | April | April |
| Kw    | Mo    | Di    | Mi    | Do    | Fr    | Sa    | So    |
| ----- | ----- | ----- | ----- | ----- | ----- | ----- | ----- |
| 13    |       |       |       | 1     | 2     | 3     | 4     |
| 14    | 5     | 6     | 7     | 8     | 9     | 10    | 11    |
| 15    | 12    | 13    | 14    | 15    | 16    | 17    | 18    |
| 16    | 19    | 20    | 21    | 22    | 23    | 24    | 25    |
| 17    | 26    | 27    | 28    | 29    | 30    |       |       |

| Mai | Mai | Mai | Mai | Mai | Mai | Mai | Mai |
| Kw  | Mo  | Di  | Mi  | Do  | Fr  | Sa  | So  |
| --- | --- | --- | --- | --- | --- | --- | --- |
| 17  |     |     |     |     |     | 1   | 2   |
| 18  | 3   | 4   | 5   | 6   | 7   | 8   | 9   |
| 19  | 10  | 11  | 12  | 13  | 14  | 15  | 16  |
| 20  | 17  | 18  | 19  | 20  | 21  | 22  | 23  |
| 21  | 24  | 25  | 26  | 27  | 28  | 29  | 30  |
| 22  | 31  |     |     |     |     |     |     |

| Juni | Juni | Juni | Juni | Juni | Juni | Juni | Juni |
| Kw   | Mo   | Di   | Mi   | Do   | Fr   | Sa   | So   |
| ---- | ---- | ---- | ---- | ---- | ---- | ---- | ---- |
| 22   |      | 1    | 2    | 3    | 4    | 5    | 6    |
| 23   | 7    | 8    | 9    | 10   | 11   | 12   | 13   |
| 24   | 14   | 15   | 16   | 17   | 18   | 19   | 20   |
| 25   | 21   | 22   | 23   | 24   | 25   | 26   | 27   |
| 26   | 28   | 29   | 30   |      |      |      |      |

| Juli | Juli | Juli | Juli | Juli | Juli | Juli | Juli |
| Kw   | Mo   | Di   | Mi   | Do   | Fr   | Sa   | So   |
| ---- | ---- | ---- | ---- | ---- | ---- | ---- | ---- |
| 26   |      |      |      | 1    | 2    | 3    | 4    |
| 27   | 5    | 6    | 7    | 8    | 9    | 10   | 11   |
| 28   | 12   | 13   | 14   | 15   | 16   | 17   | 18   |
| 29   | 19   | 20   | 21   | 22   | 23   | 24   | 25   |
| 30   | 26   | 27   | 28   | 29   | 30   | 31   |      |

| August | August | August | August | August | August | August | August |
| Kw     | Mo     | Di     | Mi     | Do     | Fr     | Sa     | So     |
| ------ | ------ | ------ | ------ | ------ | ------ | ------ | ------ |
| 30     |        |        |        |        |        |        | 1      |
| 31     | 2      | 3      | 4      | 5      | 6      | 7      | 8      |
| 32     | 9      | 10     | 11     | 12     | 13     | 14     | 15     |
| 33     | 16     | 17     | 18     | 19     | 20     | 21     | 22     |
| 34     | 23     | 24     | 25     | 26     | 27     | 28     | 29     |
| 35     | 30     | 31     |        |        |        |        |        |

| September | September | September | September | September | September | September | September |
| Kw        | Mo        | Di        | Mi        | Do        | Fr        | Sa        | So        |
| --------- | --------- | --------- | --------- | --------- | --------- | --------- | --------- |
| 35        |           |           | 1         | 2         | 3         | 4         | 5         |
| 36        | 6         | 7         | 8         | 9         | 10        | 11        | 12        |
| 37        | 13        | 14        | 15        | 16        | 17        | 18        | 19        |
| 38        | 20        | 21        | 22        | 23        | 24        | 25        | 26        |
| 39        | 27        | 28        | 29        | 30        |           |           |           |

| Oktober | Oktober | Oktober | Oktober | Oktober | Oktober | Oktober | Oktober |
| Kw      | Mo      | Di      | Mi      | Do      | Fr      | Sa      | So      |
| ------- | ------- | ------- | ------- | ------- | ------- | ------- | ------- |
| 39      |         |         |         |         | 1       | 2       | 3       |
| 40      | 4       | 5       | 6       | 7       | 8       | 9       | 10      |
| 41      | 11      | 12      | 13      | 14      | 15      | 16      | 17      |
| 42      | 18      | 19      | 20      | 21      | 22      | 23      | 24      |
| 43      | 25      | 26      | 27      | 28      | 29      | 30      | 31      |

| November | November | November | November | November | November | November | November |
| Kw       | Mo       | Di       | Mi       | Do       | Fr       | Sa       | So       |
| -------- | -------- | -------- | -------- | -------- | -------- | -------- | -------- |
| 44       | 1        | 2        | 3        | 4        | 5        | 6        | 7        |
| 45       | 8        | 9        | 10       | 11       | 12       | 13       | 14       |
| 46       | 15       | 16       | 17       | 18       | 19       | 20       | 21       |
| 47       | 22       | 23       | 24       | 25       | 26       | 27       | 28       |
| 48       | 29       | 30       |          |          |          |          |          |

| Dezember | Dezember | Dezember | Dezember | Dezember | Dezember | Dezember | Dezember |
| Kw       | Mo       | Di       | Mi       | Do       | Fr       | Sa       | So       |
| -------- | -------- | -------- | -------- | -------- | -------- | -------- | -------- |
| 48       |          |          | 1        | 2        | 3        | 4        | 5        |
| 49       | 6        | 7        | 8        | 9        | 10       | 11       | 12       |
| 50       | 13       | 14       | 15       | 16       | 17       | 18       | 19       |
| 51       | 20       | 21       | 22       | 23       | 24       | 25       | 26       |
| 52       | 27       | 28       | 29       | 30       | 31       |          |          |

## Ereignisse

### Politik und Weltgeschehen

#### Osteuropa

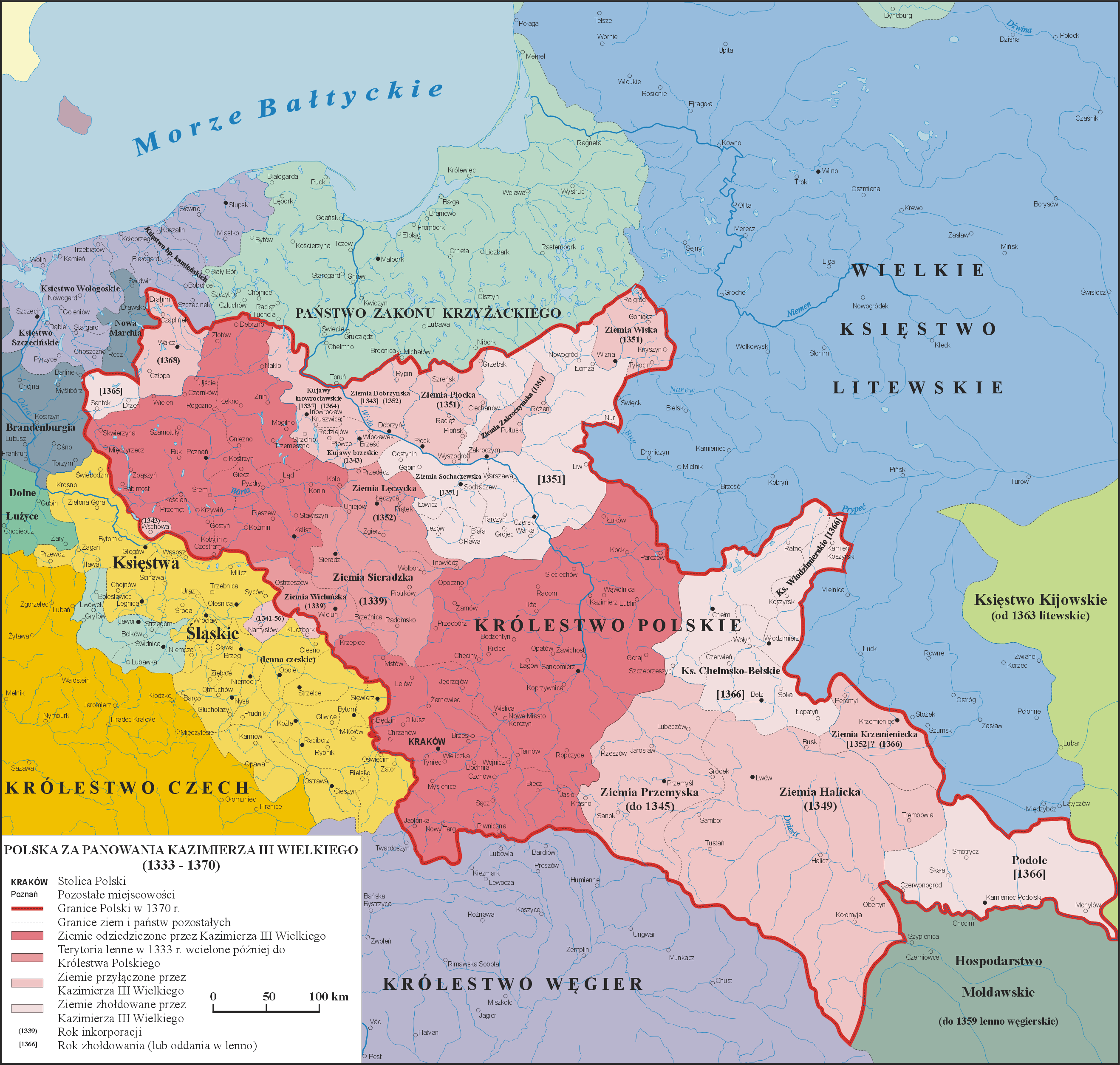
Königreich Polen 1333–1370

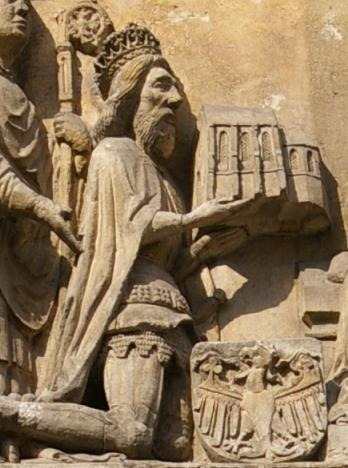
König Kasimir der Große, Stifterfigur von 1464 an der Basilika zu Wiślica

- 2. März: Nach dem Tod seines Vaters Władysław I. Ellenlang wird Kasimir der Große König von Polen. Vom politischen Erbe seines Vaters übernimmt Kasimir das Bündnis mit Ungarn, verstärkt durch die Heirat seiner Schwester Elisabeth mit Karl I. von Ungarn, weiters die Konflikte mit dem Deutschen Orden um Pommerellen, mit den Luxemburgern Johann und Karl IV. um die Oberherrschaft in Schlesien, sowie mit Johann, der als König von Böhmen auch auf die polnische Königskrone Anspruch erhebt. Im Gegensatz zu seinem Vater strebt Kasimir allerdings eher friedliche und diplomatische Lösungen an.

#### England/Schottland
- Edward Balliol, der sich im Vorjahr zum König von Schottland gekrönt hat, aber von den Anhängern König Davids II. vertrieben worden ist, marschiert mit einem englischen Heer unter der Führung des englischen Königs Edward III. nach Norden. Sie erreichen am 1. April Durham und beginnen am 12. April mit der Belagerung der Grenzstadt Berwick. Nach zweimonatiger Belagerung erklären sich die Verteidiger Berwicks zur Übergabe bereit, falls sie bis zum 20. Juli keinen Entsatz erhalten sollten. Um die Übereinkunft zu sichern, gibt der Kommandant der Stadt, Sir Alexander Sutton, Edward seine beiden Söhne als Geiseln.
- Unterdessen nähert sich der Vormund Davids II., Sir Archibald Douglas, mit etwa 7.500 Mann aus Northumberland kommend. Er fällt nach Nordengland ein und unternimmt einen vergeblichen Versuch, die englische Königin Philippa aus Bamburgh Castle zu entführen. Da Edward die Belagerung von Berwick jedoch nicht abbricht, um ihnen entgegenzuziehen, überqueren die Schotten den Tweed, um Berwick Entsatz zu leisten.
- 19. Juli: In der Schlacht bei Halidon Hill während der Schottischen Unabhängigkeitskriege siegen die Engländer dank dem Einsatz von Langbogenschützen ohne große eigene Verluste über die Schotten unter Archibald Douglas, der in der Schlacht fällt. Edward Balliol wird wieder als schottischer König eingesetzt und erkennt Edward III. als Lehnsherren an.
- David II. und seine Ehefrau Johanna von England, die Tochter Edwards III., werden nach der verlorenen Schlacht nach Frankreich in Sicherheit gebracht.

#### Iberische Halbinsel
- Mohammed IV., Emir von Granada aus dem Haus der Nasriden, gelingt mit Truppenunterstützung der marokkanischen Meriniden unter Abu l-Hasan und Flottenunterstützung durch die Republik Genua die Eroberung von Algeciras, Tarifa und Gibraltar von Kastilien. Wenig später wird er jedoch ermordet. Nachfolger wird sein Bruder Yusuf I.

#### Asien
- Kaiser Go-Daigo stürzt mit Hilfe von Ashikaga Takauji den Hōjō-Clan und damit das Kamakura-Shōgunat mit dem Marionetten-Shōgun Morikuni und Gegenkaiser Kōgon. Die Generäle Nitta Yoshisada und Kusunoki Masashige erobern Kamakura und ziehen am 19. Juni in Kyoto ein. Der Genkō-Krieg beendet die Kamakura-Zeit und die Kemmu-Restauration in Japan beginnt.

#### Urkundliche Ersterwähnungen
- Gsteigwiler und Obořiště werden erstmals urkundlich erwähnt.

### Wirtschaft
- 27. August: Kaiser Ludwig der Bayer gewährt der Stadt Heilbronn das Neckarprivileg. Durch den Bau von Stauwehren endet der schiffbare Teil des Neckars bis zum 19. Jahrhundert bei der Stadt, was zu ihrer wirtschaftlichen Blüte beiträgt.

### Kultur

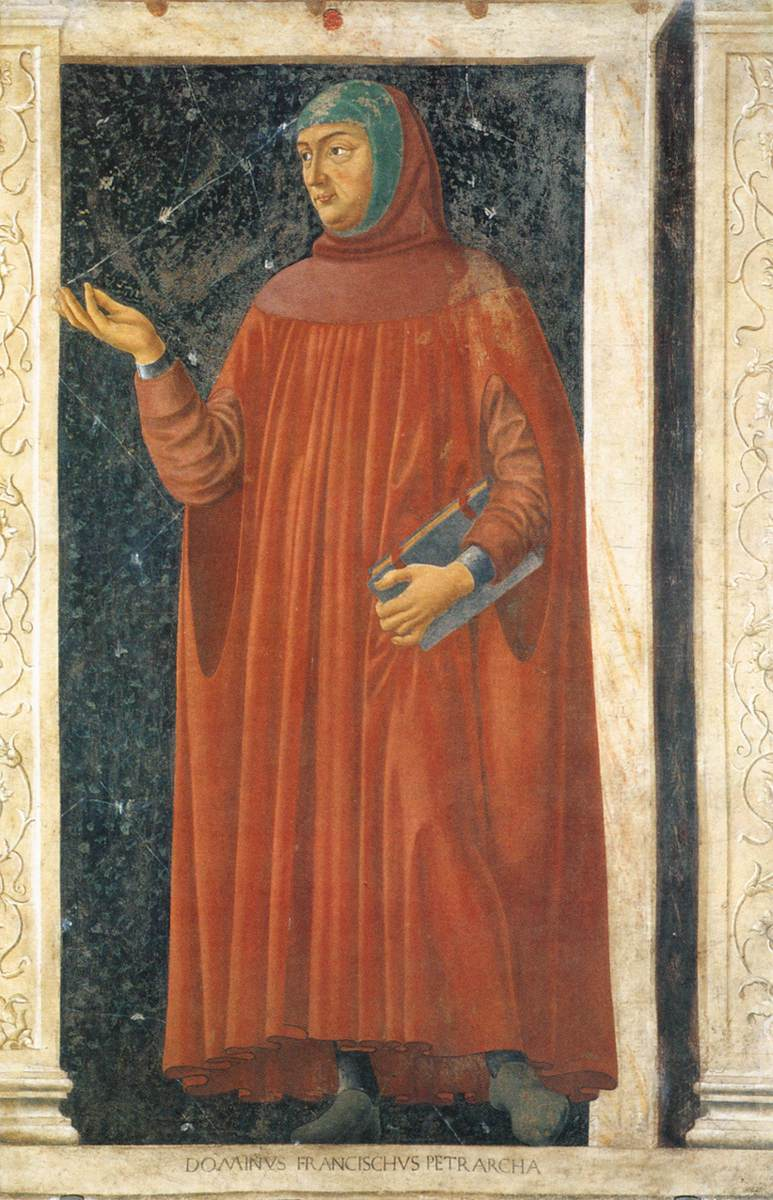
Petrarca, Ausschnitt eines Freskos von Andrea di Bartolo di Bargilla (um 1450)

- Sommer: Francesco Petrarca unternimmt eine Bibliothekenreise nach Frankreich, Flandern und ins Rheinland; in Paris liest er die „Bekenntnisse“ von Augustinus.

### Religion
- 6. Dezember: Im Streit um die Visio beatifica verurteilt eine von Johannes XXII. beauftragte Kommission 11 Sätze des Bischofs von Meaux, Durandus de San Porciano O. P. als irrig und häretisch.
- Der Mailänder Galvano Fiamma verfasst eine Ordenschronik der Dominikaner bis zu diesem Jahr.
- Das Nenang-Kloster des tibetischen Buddhismus wird gegründet.

## Geboren

### Geburtsdatum gesichert
- 28. Februar: William Ferrers, englischer Adeliger († 1371)
- 13. Mai: Rainald III., Herzog von Geldern († 1371)

### Genaues Geburtsdatum unbekannt
- Eleonore von Aragon, Regentin in Zypern († 1416)
- Jacques de Hemricourt, französischer Schriftsteller († 1403)
- Kan’ami, japanischer Noh-Schauspieler († 1384)

### Geboren um 1333
- Friedrich V., Burggraf von Nürnberg

## Gestorben

### Todesdatum gesichert
- 3. Januar: Margaret de Clare, anglo-irische Adelige (* 1287)
- 25. Januar: Elisabeth von Maltitz, deutsche Adelige (* 1238/39)
- 1. Februar: Konrad IV. von Baierbrunn, bayerischer Adeliger (* 1275)

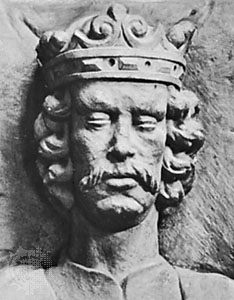
Sarkophagbildnis König Władysławs I. Ellenlang in der Wawelkathedrale

- 2. März: Władysław I. Ellenlang, König von Polen (* 1260/1261)
- 14. Mai: Kuno II. von Falkenstein-Münzenberg, deutscher Adeliger
- 6. Juni: William de Burgh, irischer Adeliger (* 1312)
- 18. Juni: Heinrich XV., Herzog von Niederbayern (* 1312)
- 22. Juni: Friedrich II., Markgraf von Baden
- 6. Juli: Wolfram von Grumbach, Bischof von Würzburg
- 19. Juli: Aodh, 4. Earl of Ross, schottischer Adeliger (* um 1290)
- 19. Juli: Alexander Bruce, Earl of Carrick, schottischer Adliger (* 1312/14)
- 19. Juli: John Campbell, 1. Earl of Atholl, schottischer Adliger (* vor 1306 oder um 1313/15)
- 19. Juli: Archibald Douglas, schottischer Adeliger und Guardian of Scotland
- 19. Juli: Malcolm, 5. Earl of Lennox, schottischer Adliger
- 19. Juli: Kenneth Sutherland, 4. Earl of Sutherland, schottischer Adliger
- 28. Juli: Guigues VIII., Dauphin von Viennois (* 1309)
- 25. August: Muhammad IV., Emir von Granada (* 1315)
- 24. September: Louis de Beaumont, Bischof von Durham
- 15. Oktober: Johanna von Flandern, französische Aristokratin und Geistliche
- 16. Oktober: Nikolaus V., Pietro Rainalducci, Franziskaner und Gegenpapst (* um 1275)
- 27. Oktober: Stephen Seagrave, Erzbischof von Armagh
- 7. Dezember: Gerold von Friesach, Bischof von Gurk
- 29. Dezember: Heinrich Berka von Dubá, Bischof von Olmütz

### Genaues Todesdatum unbekannt
- Ahmad an-Nuwairī, ägyptischer Historiker und Enzyklopädist (* 1279)
- Friedrich VIII., Graf von Hohenzollern
- Badr ad-Dīn Ibn Dschamāʿa, islamischer Rechtsgelehrter (* 1241)
- Kanz ed-Dawla, erster muslimischer König des nubischen Reiches von Makuria
- Konrad IV. Tanner, Propst des Klosterstifts Berchtesgaden
- Momik, armenischer Architekt, Bildhauer und Buchmaler
- Morikuni, japanischer Shogun (* 1301)
- Nikkō, buddhistischer Mönch (* 1246)
- Walter III. von Geroldseck, Herr von Hohengeroldseck